# Robert Davezies

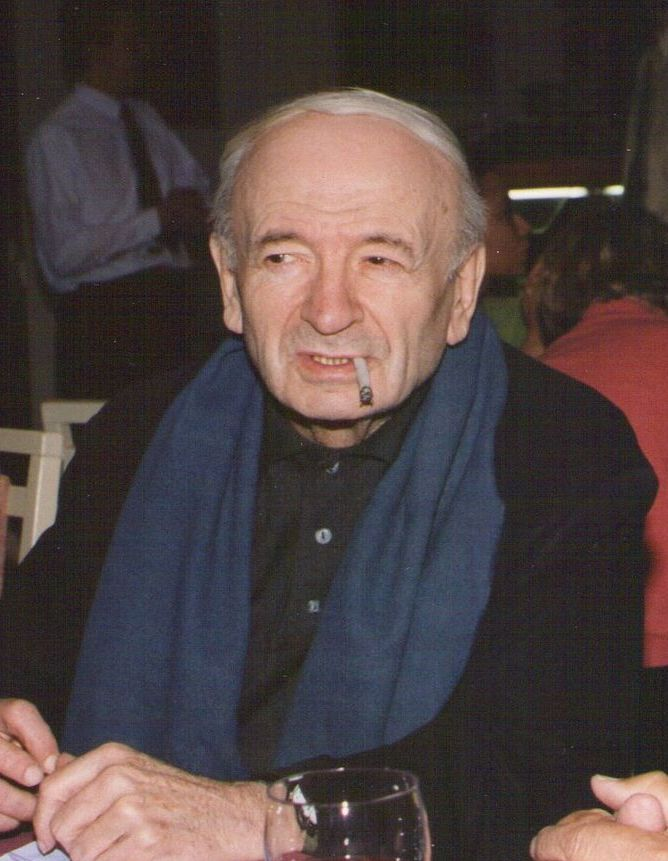
Robert Davezies

Robert Davezies (* 1923 in Saint-Gaudens, Département Haute-Garonne; † 23. Dezember 2007) war ein französischer römisch-katholischer Theologe, Arbeiterpriester und Unterstützer der algerischen Befreiungskämpfer der Front de Libération Nationale (FLN).

## Leben und Wirken
Robert Davezies empfing nach seinem Studium der Katholischen Theologie am 29. Juni 1951 die Priesterweihe für das Bistum Tarbes und Lourdes. Er erhielt auch ein Lizenziat in Mathematik und Literatur und trat 1945 ins Hauptseminar ein. Nach seiner Ernennung zum Kaplan in Lannemezan (Hoch-Pyrenäen) wollte er sich den Arbeiterpriestern anschließen. Dieses Ansinnen wurde ihm verweigert, denn der Vatikan hatte beschlossen, dieses Experiment zu beenden. Im Jahre 1953 wurde er an die Mission de France entsandt, setzte sein Physikstudium fort und arbeitete seit 1955 in den physikalischen Laboratorien der Ecole normale supérieure, einer Eliteschule auf Universitätsebene in Paris. Er engagierte sich aktiv in einem Netzwerk zur Unterstützung der nationalen Algerischen Befreiungsfront FLN, der „Bewegung 3. November“. Er nahm teil am Austausch und Dialog dieser Gruppen und betätigte sich auch in der „Roten Hilfe“.
Ohne Rücksicht auf seine eigene Sicherheit engagierte er sich in der Widerstandsgruppe „Jeanson“, die sich dem Kampf für die Befreiung Algeriens widmete. Sein Engagement reichte von der Ausschleusung Aktiver aus der französischen Widerstandsgruppe nach Spanien, Deutschland, Belgien und in die Schweiz über die Sammlung von Geld, das Verfassen und Verbreiten anti-kolonialistische Schriften bis hin zur Unterstützung militanter Aktionen wie die gegen Minister Jacques Soustelle, einen unnachgiebigen Unterdrücker der algerischen Freiheitsbestrebungen.
Als mehrere Verhaftungen die Widerstandsgruppe „Jeanson“ empfindlich trafen, setzte er seine Hilfe für die FLN im Rahmen der Widerstandsgruppe des Ägypters Henri Curiel fort. Davezies beteiligte sich auch an der Schaffung des „Jungen Widerstandes“, eines Netzwerkes für französische Deserteure und militärischer Gehorsamsverweigerer, die in die Schweiz flüchteten. Im Januar 1961 wurde er von der Direction de la surveillance du territoire (DST) verhaftet – einem Sicherheitsdienst, der innerhalb Frankreichs operiert – und zu drei Jahren Gefängnis verurteilt. Im Gefängnis von Fresnes traf er wieder mit anderen französischen und algerischen Widerstandskämpfern zusammen. Dort erfuhr er von der Unterzeichnung der Verträge von Évian, die den Algerienkrieg im März 1962 beendeten. Später sagt er dazu:

„An diesem Tage habe ich begriffen, dass Menschen die Macht haben, Einfluss zu nehmen auf den Gang der Geschichte.“

Louis Aragon hatte seine Verteidigung übernommen, und in einem Brief, der von der anti-kolonialistischen Presse verbreitet wurde, schrieb er an den Rechtsanwalt des Arbeiterpriesters: „Sagen Sie doch bitte Abbé Davezies, den ich nicht die Ehre habe, persönlich zu kennen, meine tiefe Dankbarkeit für das, was er tut, was er ist, dass er zum aktiven Teil unseres Vaterlandes gehört, der vielleicht eines Tages vergessen hilft, dass es Folterknechte gab, die sich Franzosen nannten.“
Als er wieder ein freier Mann war, setzte sich Robert Davezies für die anti-kolonialistischen Kämpfer und ihre Amnestie ein, die aber erst 1966 in Kraft trat. Er engagierte sich in und mit den nationalen Befreiungsbewegungen, vor allem der angolanischen. Sein Engagement im Widerstand hatte ihn zu seinem grundsätzlichen Entschluss geführt, „die Fesseln des Joches abzustreifen“, wie er selbst sagte.
Davezies fand Zugang zur Christlichen Friedenskonferenz (CFK) und nahm teil an der V. und VI. Allchristlichen Friedensversammlung, die 1978 bzw. 1985 in Prag stattfanden. Dort wurde er 1985 in den Ausschuss zur Fortsetzung der Arbeit gewählt.
Zwanzig Jahre nachdem sein Freund und Mitkämpfer ermordet worden war, veröffentlichte Davezies einen Aufruf unter der Überschrift 4. Mai 1998 – Henri Curiel – 20 Jahre danach.  Mit diesem Aufruf forderte er eine Aufklärung über die Umstände der Ermordung des Ägypters Henri Curiel, der Kommunist und Jude war. Curiel hatte sich schon früh für einen palästinensisch-jüdischen Dialog eingesetzt, unterstützte aber auch die algerische FLN, weswegen er in Paris inhaftiert wurde. Nach Beendigung des Algerienkrieges brachte er seine algerischen Erfahrungen in Befreiungsbewegungen und antifaschistische Gruppen ein, wo er sich zusammen mit Arbeiterpriestern, Pastoren, Gewerkschaftern zusammenfand. Anlässlich des 20. Jahrestages seiner Ermordung forderte Davezies mit anderen die Aufklärung dieses Mordes durch einen Zugang zu den Geheimdienst-Akten.
Abbé Davezies starb 2007. Zu seiner Beisetzung waren mehrere „Kofferträger“ (wie Jean-Paul Sartre die FLN-Helfer nannte) und algerische Kämpfer, wie zum Beispiel der Historiker Mohammed Harbi, gekommen, um sein Andenken zu würdigen.

## Werke
- Die Front (Minuit, 1959), 1961 bei Volk und Welt
- Les Abeilles (Minuit, 1963)
- Les Angolais (Minuit, 1965)
- La Rue dans l’Eglise (Epi, 1968)
- Echanges et dialogue ou la Mort du clerc (L’Harmattan, 1975)
- La Saint-Jean d’été (Minuit, 1977)
- Camion ou le voyage d’hiver (Minuit, 1978)
- Clairières: Lettre à Yves Burdelot sur la Reine de carreau (L’Age d’Homme, 1996)
- L’eau et le vin (Maspero, 1981)
- Véroniques (L’Age d’Homme, 1991)
- La Reine de carreau (L’Age d’Homme, 1993).